# Дикарёв, Михаил Александрович
Михаил Александрович Дикарёв — советский хозяйственный, государственный и политический деятель.

## Биография
Родился в 1935 году в Ростове-на-Дону. Член КПСС с  года.
С 1958 года — на хозяйственной, общественной и политической работе. В 1958—1990 гг. — инженер, главный механик, главный инженер, директор завода в городе Ейск, первый секретарь Ейского горкома КПСС, заместитель заведующего отделом административных органов, второй секретарь Краснодарского крайкома КПСС, первый секретарь Краснодарского горкома КПСС.
Избирался депутатом Верховного Совета РСФСР 9-го и 10-го созывов. Делегат XXV и XXVI съездов КПСС.
Умер в Краснодаре в 1989 году.